# Noccaea rotundifolia
Noccaea rotundifolia är en korsblommig växtart som först beskrevs av Carl von Linné, och fick sitt nu gällande namn av Conrad Moench. Noccaea rotundifolia ingår i släktet backskärvfrön, och familjen korsblommiga växter. Inga underarter finns listade i Catalogue of Life.

## Bildgalleri

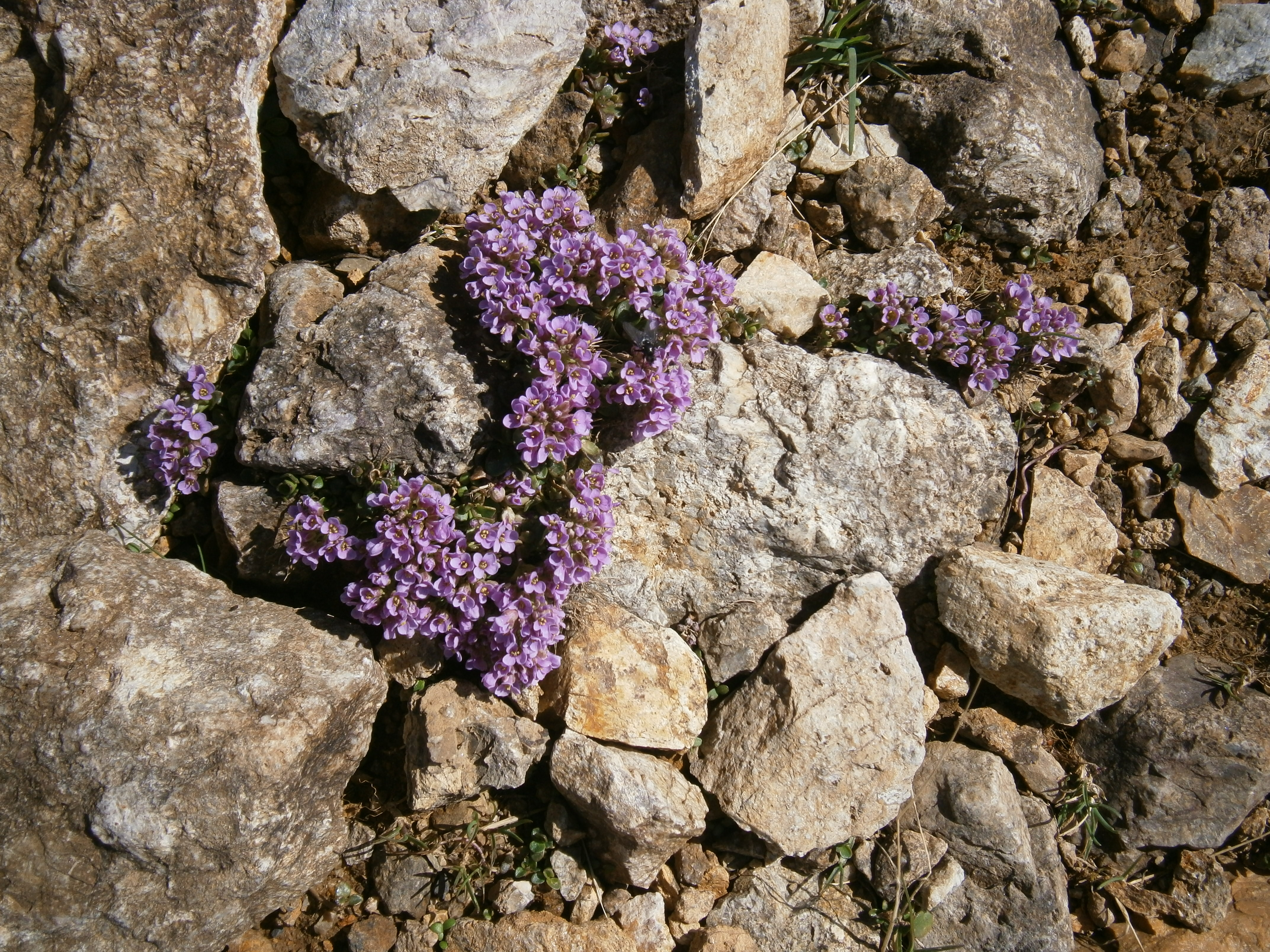
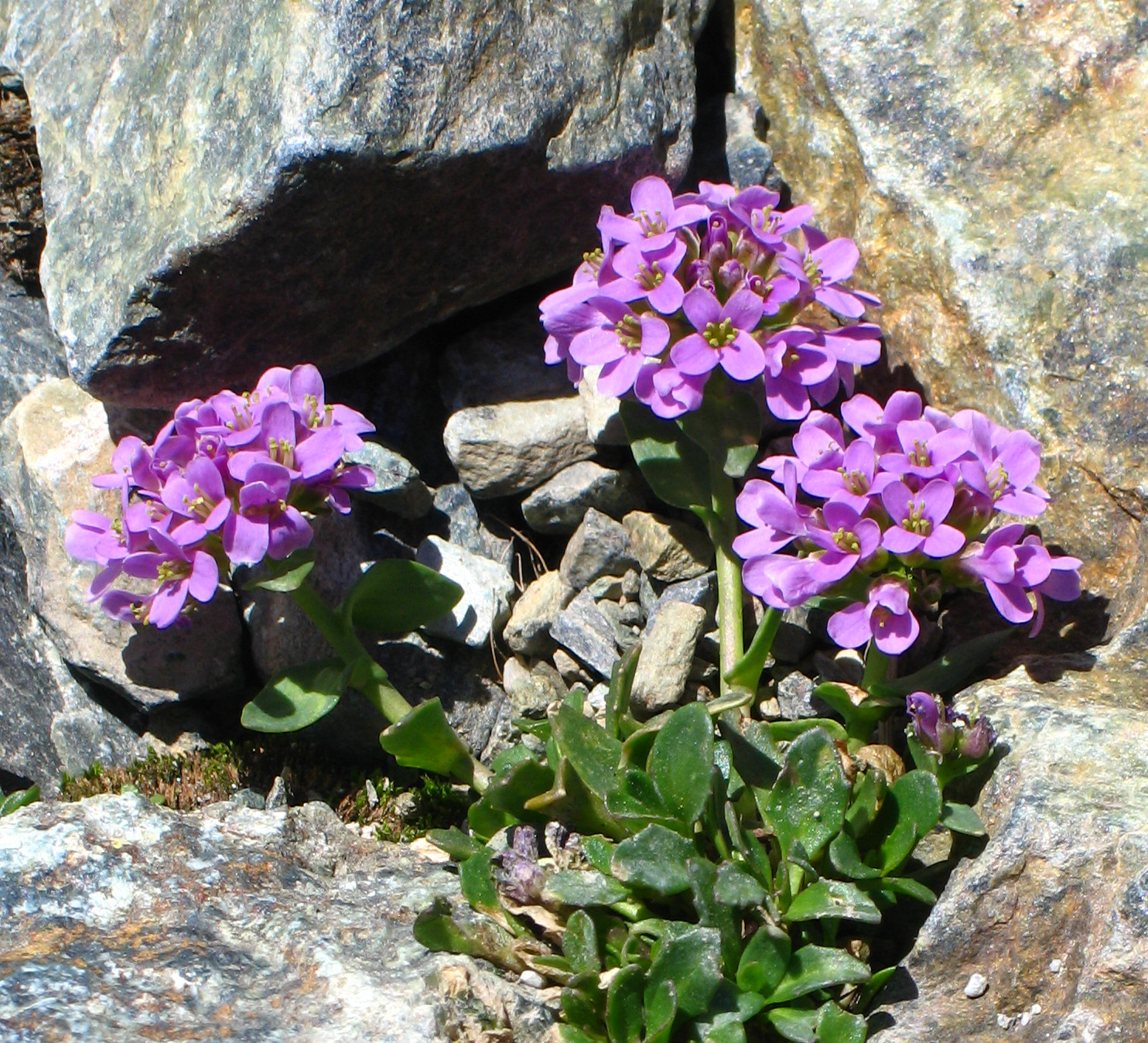
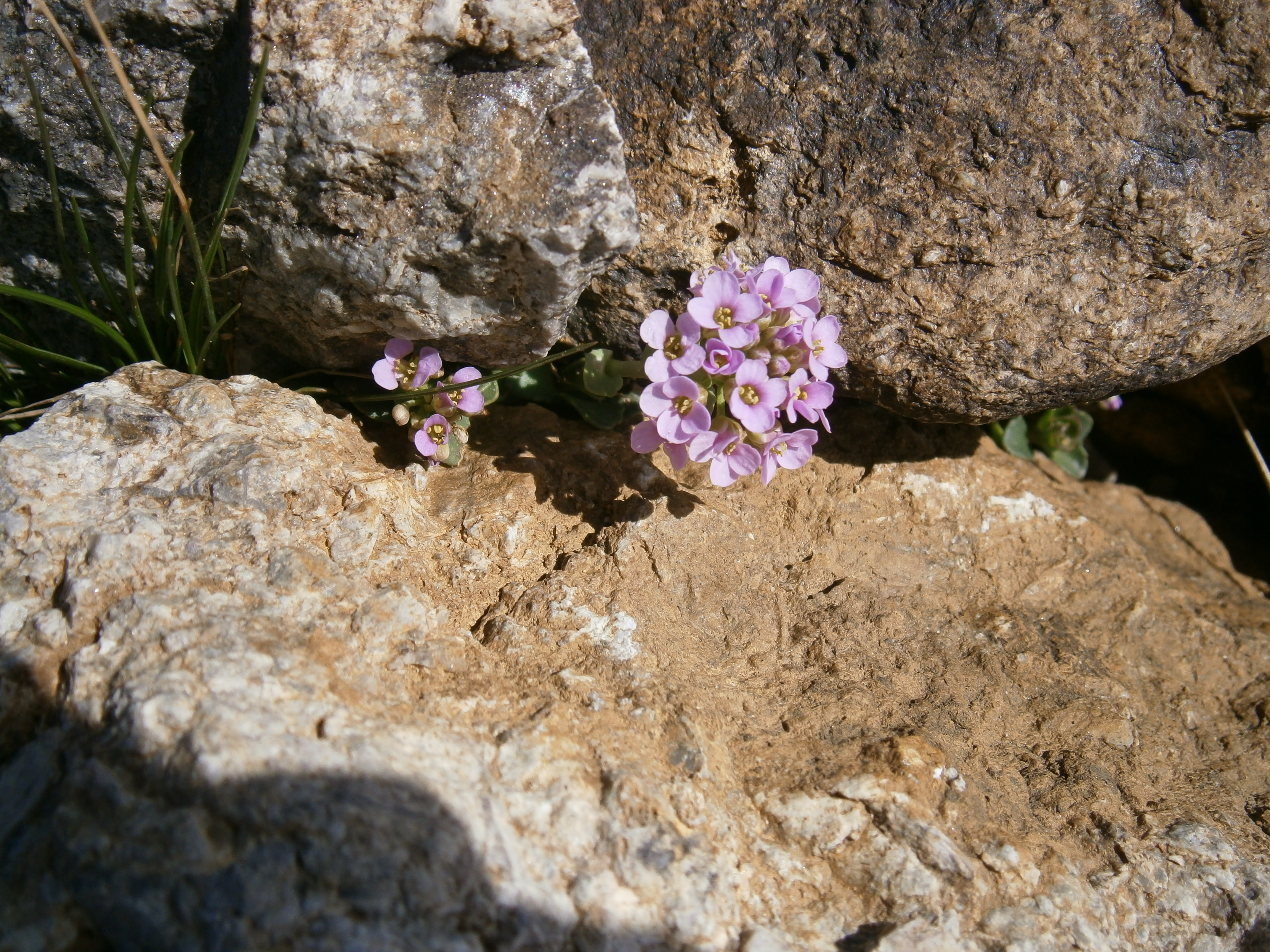
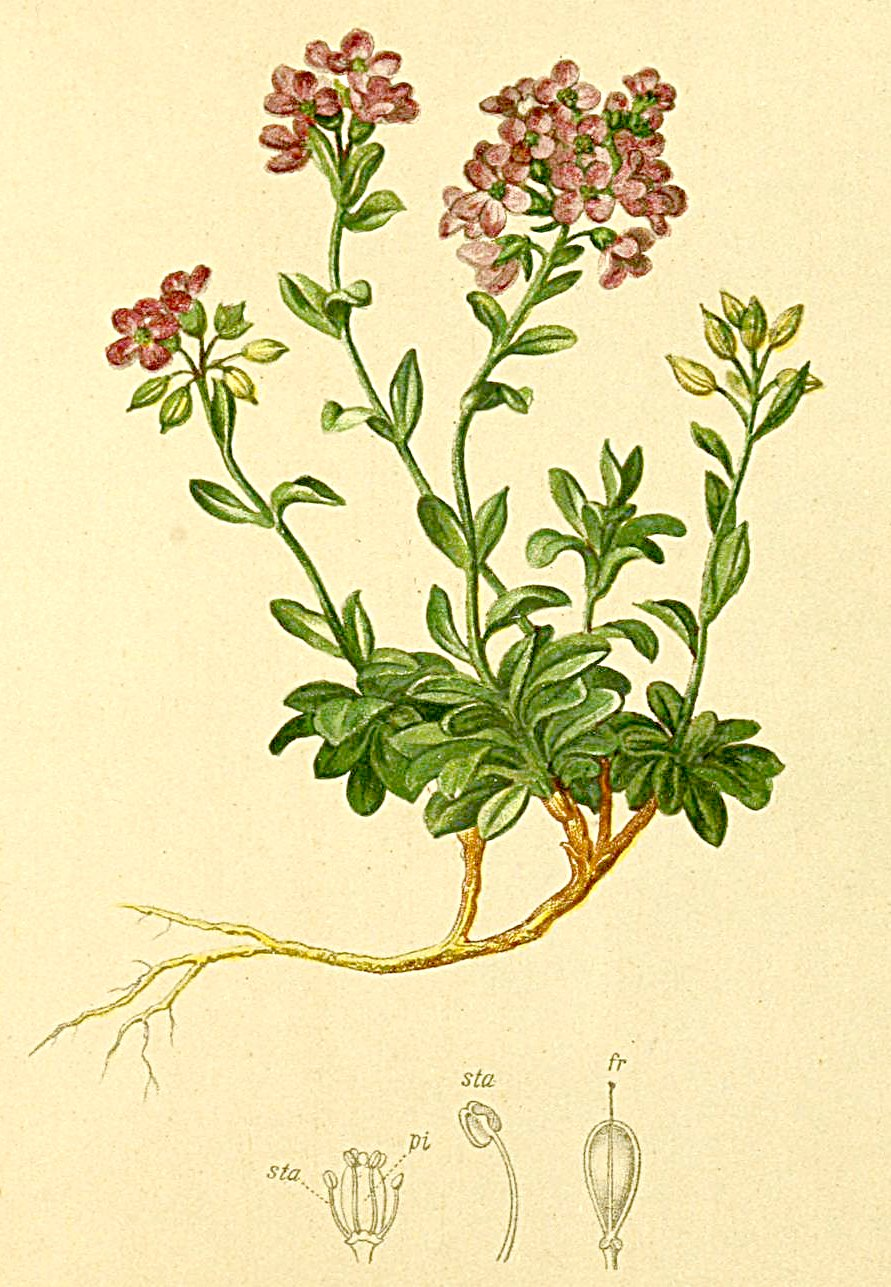
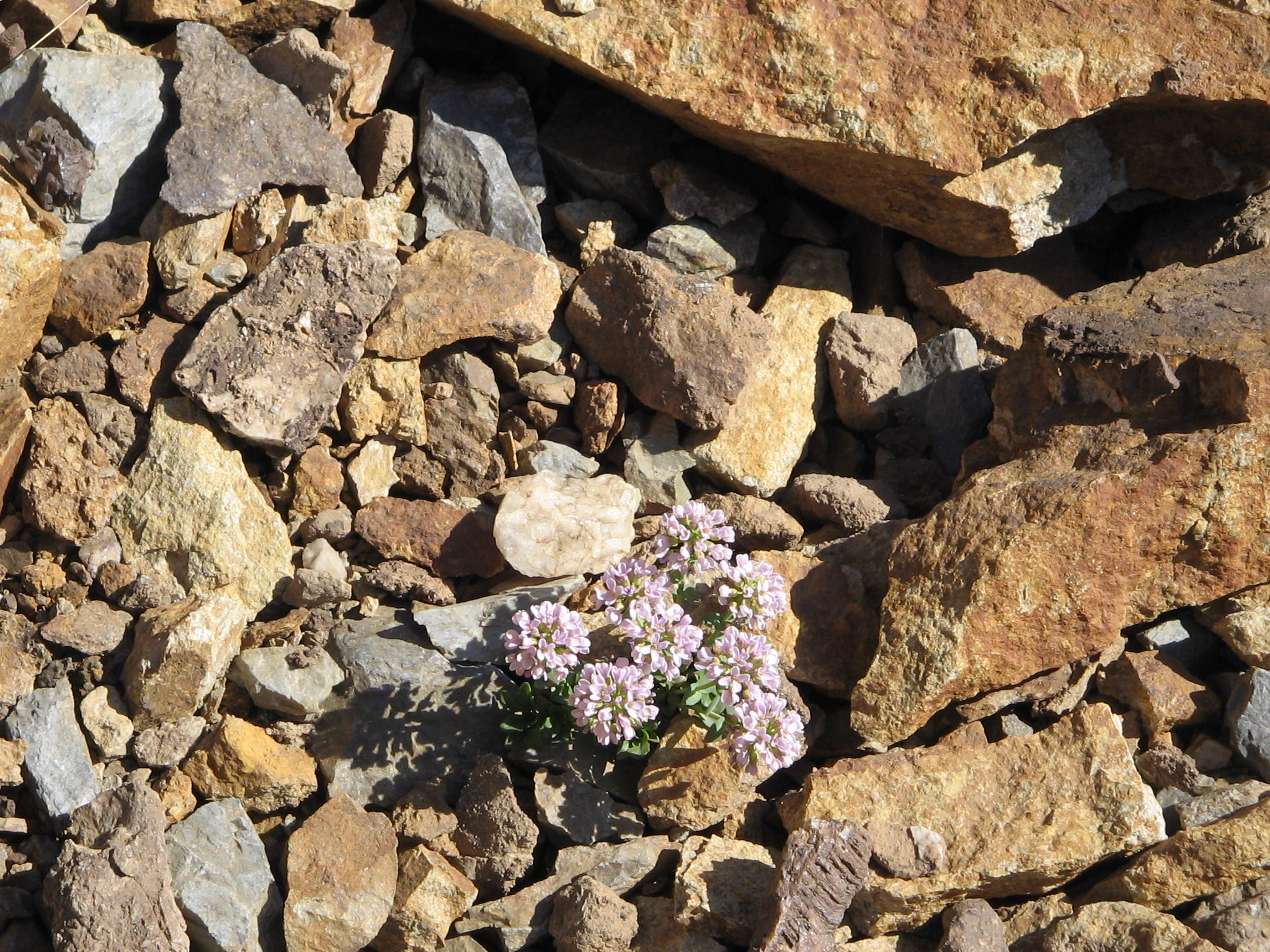
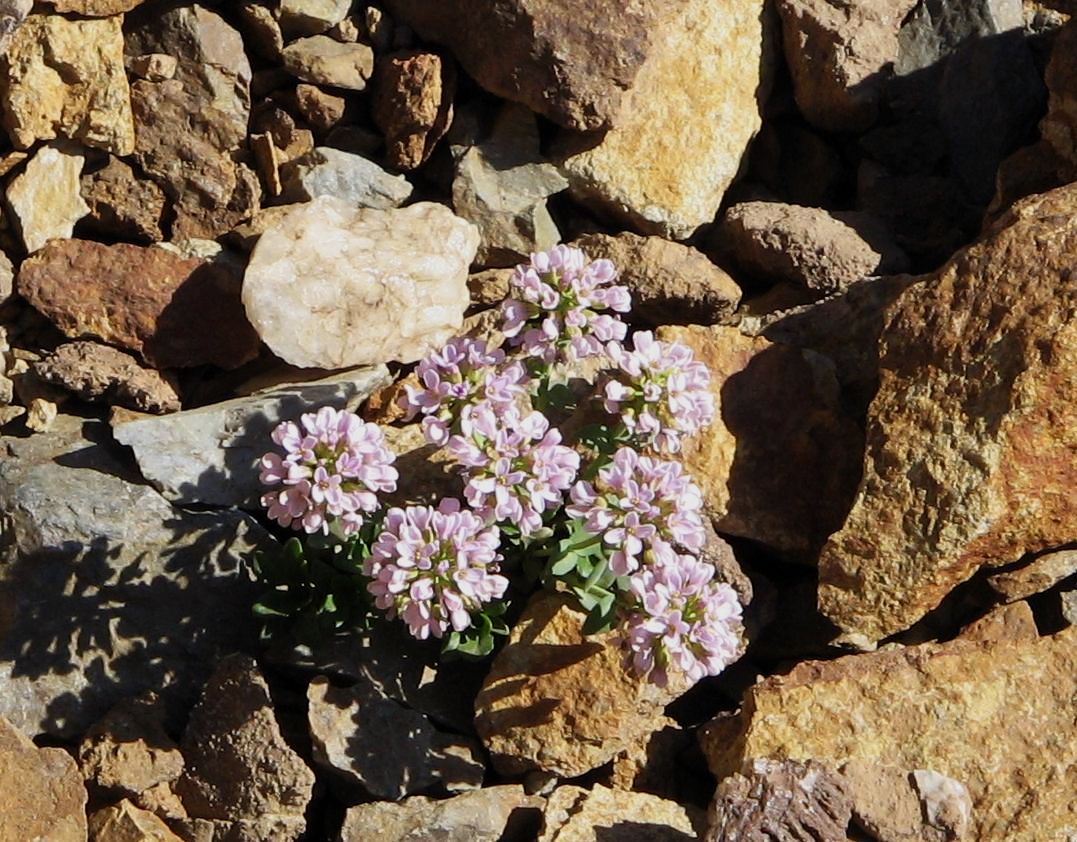
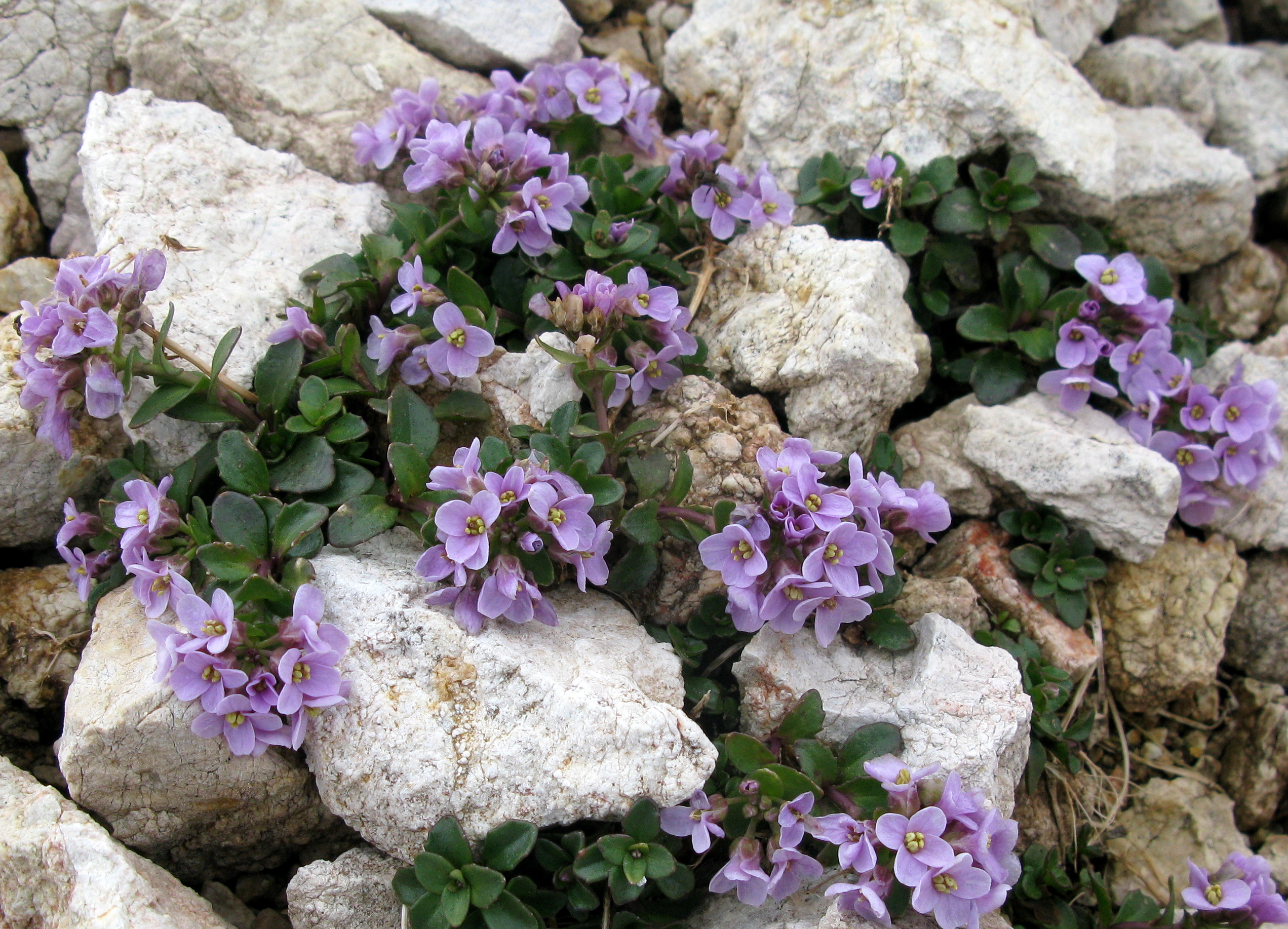
Noccaea rotundifolia, Dolomiti 2850m